# Victory Gardens
Victory Gardens és una població dels Estats Units a l'estat de Nova Jersey. Segons el cens del 2009 tenia 1.478 habitants.

## Demografia
Segons el cens del 2000, Victory Gardens tenia 1.546 habitants, 564 habitatges, i 381 famílies. La densitat de població era de 3.979,4 habitants/km².
Dels 564 habitatges en un 39,7% hi vivien nens de menys de 18 anys, en un 43,3% hi vivien parelles casades, en un 17,9% dones solteres, i en un 32,3% no eren unitats familiars. En el 25,2% dels habitatges hi vivien persones soles el 2,7% de les quals corresponia a persones de 65 anys o més que vivien soles. El nombre mitjà de persones vivint en cada habitatge era de 2,74 i el nombre mitjà de persones que vivien en cada família era de 3,21.
Per edats la població es repartia de la següent manera: un 26,5% tenia menys de 18 anys, un 9,6% entre 18 i 24, un 39,3% entre 25 i 44, un 19,2% de 45 a 60 i un 5,4% 65 anys o més.
L'edat mediana era de 32 anys. Per cada 100 dones de 18 o més anys hi havia 87,3 homes.
La renda mediana per habitatge era de 44.375 $ i la renda mediana per família de 43.594 $. Els homes tenien una renda mediana de 32.841 $ mentre que les dones 24.875 $. La renda per capita de la població era de 20.616 $. Aproximadament el 8,9% de les famílies i el 8,4% de la població estaven per davall del llindar de pobresa.

## Poblacions més properes
El següent diagrama mostra les poblacions més properes.